# Ібрагім Тамгач-хан
Ібрагім Тамгач-хан (д/н — 1068) — 1-й каган Західнокараханідського ханства у 1040—1068 роках.

## Життєпис
Походив з алідської гілки Караханідів. Син Насра, ілека Мавераннахру. після смерті батька 1012 року опинився при дворі великого кагана в Баласагуні. Втім про молоді роки обмежені відомості.
1034 року за підозрою у змові був схоплений за наказом Юсуф-тегіна, правителя Мавераннахру, але втік до Ходженду. Тут отримав титул бурі-тегін. Але невдовзі погиркався з Шихаб ад-Діном Сулейманом Кадир-ханом, володарем Узгену і Фергани.
Ймовірно в подальшому діяв разом збратом Мухаммадом проти Юсуфа-тегіна. Згодом в цю боротьбу за Бухару і Самарканд втрутився ферганський правитель Сулейман Кадир-хан. Втім у 1038 році Ібрагім вийшов переможцем, захопивши Самарканд. Невдовзі зайняв місто Кеш та область Чаганіан. За цим уклав союз з Тогрул-беком, очільником огузів, проти газневідського султана Масуда I. Невдовзі сплюндрував місто Хуттал і Вахш в Тохаристані, що належали останньому.
1040 року прийняв титул тамгач-хана (хан ханів). Цим було покладено початок Західнокараханідського ханства. Сулейман II Арслан-хан з Барсалагуна вимушен був його визнати.
Втім боротьба з Юсуф-тегіном тривала. У 1041 році той за допомогою Сельджукидів відвоював Бухару, але вже 1042 року Ібрагім Тамгач-хан повернув собі це місто. Успіхи газневідського султана Маудуді 1042 року в Хорасані змусили Ібрагіма визнати його зверхність.
З 1043 року почалася війна за володіння Чанганіаном з Сельджукидами. До 1048 року вів боротьбу з Чагри-беком Сельджукидом заволодіння Термезом і Балхом, але зазнав невдачі. 1049 року приєднався до війська на чолі із султаном Маудуді, що мало намір відвоювати Хорасан, але султан раптово помер. За цим Ібрагім Тамгач-хан скинув газневідську залежність.
На початку 1050-х років скористався боротьбою в Східноараханідському ханстві, намагався відновити єдність Караханідської держави. Декілька разів захоплював столицю Баласагун. Проте не зміг досягти остаточно успіху. 1060 року приєднав до своїх володінь Ферганську долину, але подальша боротьба з каганом Махмудом Тогрул-Караханом та вторгнення 1064 року сельджуцького султана Алп-Арслана змусило відмовитися від більшості завоювань. 1068 року укладено з останнім мирну угоду, за якою кордоном між ханствами стала річка Сейхун. Під владою Ібрагіма залишився Ходженд та Західна Фергана.
Водночас значну вагу приділяв зміцненню держави шляхом реформ. було скасовано принцип існування співханів, тепер уся влада належала каганові. Ібрагім змінив порядок спадкування, зробивши його прямим — від батька до сина. За його наказом було проведено грошову реформу, якою уніфіковано карбування державної монети.
1066 року Ібрагім Тамгач-хан побудував в Самарканді медресе і безкоштовну лікарню. був покровителем поетів, науковців, лікарів, завдяки чому Самарканд відновив статус культурного центру Сходу.
Наприкінці життя зазнав інсульту, його розбив параліч. Тому передав владу синові Насру, який 1068 року після смерті Ібрагіма спадкував владу.